# 2005–2006-os magyar női röplabdabajnokság
A 2005–2006-os magyar női röplabdabajnokság a hatvanegyedik magyar női röplabdabajnokság volt. A bajnokságban nyolc csapat indult el, a csapatok három kört játszottak, majd az alapszakasz után play-off rendszerben játszottak a végső helyezésekért. Ebben az évben a 3:0-s és a 3:1-es győzelem 3, a 3:2-es siker 2, a 3:2-es vereség 1, a 3:1-es és a 3:0-s kudarc 0 pontot ért.

## Alapszakasz
| #  | Csapat                                | M  | Gy | GyD | VD | V  | Sz+ | Sz- | P  |
| -- | ------------------------------------- | -- | -- | --- | -- | -- | --- | --- | -- |
| 1. | BSE-FCSM                              | 21 | 18 | 0   | 2  | 1  | 59  | 11  | 56 |
| 2. | NRK Nyíregyháza                       | 21 | 15 | 1   | 1  | 4  | 51  | 21  | 48 |
| 3. | Vasas SC-Opus Via-Óbuda               | 21 | 14 | 2   | 1  | 4  | 52  | 25  | 47 |
| 4. | Gödöllői RC                           | 21 | 11 | 4   | 0  | 6  | 49  | 31  | 41 |
| 5. | Jászberényi RK                        | 21 | 6  | 3   | 4  | 8  | 37  | 42  | 28 |
| 6. | Bertrans-Phoenix-Mecano-Kecskeméti RC | 21 | 3  | 1   | 4  | 13 | 22  | 54  | 15 |
| 7. | Albrecht-Miskolci VSC-MISI            | 21 | 3  | 2   | 1  | 15 | 20  | 53  | 14 |
| 8. | Nirvana-Testnevelési Főiskola SE      | 21 | 0  | 1   | 1  | 19 | 9   | 62  | 3  |

* M: Mérkőzés Gy: Győzelem GyD: Győzelem döntő szettben VD: Vereség döntő szettben V: Vereség Sz+: Nyert szett Sz-: Vesztett szett P: Pont

## Rájátszás
Negyeddöntő: BSE-FCSM–Nirvana-Testnevelési Főiskola SE 3:0, 3:2 és NRK Nyíregyháza–Albrecht-Miskolci VSC-MISI 3:0, 3:0 és Vasas SC-Opus Via-Óbuda–Bertrans-Phoenix-Mecano-Kecskeméti RC 3:0, 3:1 és Gödöllői RC–Jászberényi RK 3:0, 3:0
Elődöntő: BSE-FCSM–Gödöllői RC 3:2, 3:2, 3:0 és NRK Nyíregyháza–Vasas SC-Opus Via-Óbuda 2:3, 0:3, 0:3
Döntő: BSE-FCSM–Vasas SC-Opus Via-Óbuda 3:0, 2:3, 3:0, 3:1
3. helyért: NRK Nyíregyháza–Gödöllői RC 3:0, 2:3, 3:0, 3:0
5–8. helyért: Jászberényi RK–Nirvana-Testnevelési Főiskola SE 3:0, 3:1 és Bertrans-Phoenix-Mecano-Kecskeméti RC–Albrecht-Miskolci VSC-MISI 3:2, 3:0
5. helyért: Jászberényi RK–Bertrans-Phoenix-Mecano-Kecskeméti RC 3:0, 3:0
7. helyért: Albrecht-Miskolci VSC-MISI–Nirvana-Testnevelési Főiskola SE 3:1, 3:1